# Feld (Numismatik)

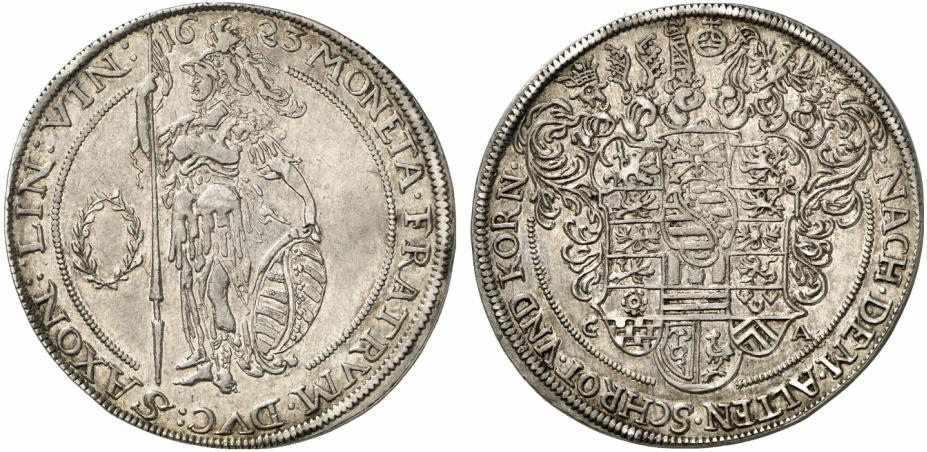
Der Pallastaler von 1623 aus der Münzstätte Weimar hat im Feld einen Lorbeerkranz.

Das Feld ist der mittlere, meist durch eine bildliche Darstellung eingenommene Teil der Münzfläche. Häufig wird als Feld auch die von der Münze oder Medaille nicht in Anspruch genommene Fläche bezeichnet. (Siehe Beispiel Pallastaler) 